# هارولد موكودي
هارولد موكودي (بالفرنسية: Harold Moukoudi)‏ (27 نوفمبر 1997 ببوندي في فرنسا - ) هو لاعب كرة قدم فرنسي في مركز الدفاع.

## الإنجازات
الكاميرون
- كأس الأمم الأفريقية المركز الثالث: 2021[3]

## روابط خارجية
- هارولد موكودي على موقع رابطة كرة القدم الفرنسية للمحترفين (الإنجليزية)
- هارولد موكودي على موقع إي إس بي إن إف سي (الإنجليزية)
- هارولد موكودي على موقع قاعدة بيانات كرة القدم.إي يو (الإنجليزية)
- هارولد موكودي على موقع ليكيب (الفرنسية)
- هارولد موكودي على موقع ناشيونال فوتبول تيمز (الإنجليزية)
- هارولد موكودي على موقع Soccerbase.com (لاعب) (الإنجليزية)
- هارولد موكودي على موقع Soccerway.com (الإنجليزية)
- هارولد موكودي على موقع عالم كرة القدم.نت (الإنجليزية)